# Canthium glaucum
Canthium glaucum är en måreväxtart som beskrevs av William Philip Hiern. Canthium glaucum ingår i släktet Canthium och familjen måreväxter.

## Underarter
Arten delas in i följande underarter:
- C. g. frangula
- C. g. glaucum
- C. g. pubescens